# Acacia nyssophylla
Acacia nyssophylla är en ärtväxtart som beskrevs av Ferdinand von Mueller. Acacia nyssophylla ingår i släktet akacior, och familjen ärtväxter. Inga underarter finns listade i Catalogue of Life.